# Vocal Percussion
Vocal Percussion (von engl. vocal ‚mündlich‘ oder ‚stimmlich‘ und percussion ‚Perkussion‘) bezeichnet im engeren Sinne die möglichst naturgetreue Imitation von Perkussionsrhythmen mit dem Vokaltrakt. Im weiteren Sinne bezeichnet Vocal Percussion sämtliche Vokalmusik mit an Perkussion oder anderen Rhythmusinstrumenten erinnernden Klängen und Rhythmen. Synonyme Begriffe  sind Mouth-Percussion (engl.: ‚Mundperkussion‘) und Mouth-Drumming (engl.: ‚Mundtrommeln‘, nicht zu verwechseln mit der Maultrommel).
Der Übergang von Vocal Percussion zu herkömmlichem Gesang einerseits und zu sonstigen Klanggesten andererseits ist zuweilen fließend.

## Vocal-Percussion-Traditionen
Vocal Percussion kommt in musikalischen Traditionen weltweit vor. Zwei Formen sind hierbei wegen ihrer starken Ausprägung speziell hervorzuheben, zum einen das in der südindischen karnatischen Musik beheimatete Konnakol, ein sowohl zur didaktischen Vermittlung rhythmischer Strukturen als auch bei musikalischen Aufführungen verwendeter Sprechgesang, zum anderen das aus dem Hip-Hop stammende Beatboxing, welches wegen seiner großen Popularität gelegentlich fälschlich synonym zu Vocal Percussion allgemein genannt wird.
Vocal-Percussion-Techniken werden in diverser ritueller Musik und Volksmusik verwendet, oft in Kombination mit anderen Gesangstechniken, Klanggesten oder Tanz. So finden sie sich beispielsweise in den, beim indonesischen Sanghyang Dedari und beim balinesischen Kecak angestimmten, Sprechgesängen, in der Aufführungspraxis des klassischen indischen Tanzes Kathak ober in verschiedener traditioneller afrikanischer Musik.
Der im Jazzgesang verwurzelte Scat ahmt instrumentale Phrasen nach und weist hierbei in seinen rhythmischeren Momenten Elemente der Vocal Percussion auf. Vergleichbares gilt für den, traditionell im gälischen Sprachraum beheimateten, Sprechgesang Puirt a beul.
Die Vokalensembles des Doo Wop verwendeten in ihren Stücken zuweilen Vocal-Percussion-Elemente (beispielsweise in Steamboat von The Drifters, The Lion Sleeps Tonight von The Tokens oder One Kiss Led To Another von The Coasters) und auch sonst finden Vocal-Percussion-Techniken in der Popmusik der 1960er und 70er Jahre gelegentlich Verwendung, beispielsweise in Come Together von The Beatles, In the Summertime von Mungo Jerry, Time Of The Season von The Zombies oder in True Love Can Be Beautiful von The Jackson 5. Im weiteren Sinne kann auch Little Richards „Womp-bomp-a-loom-op-a-womp-bam-boom“ (aus Tutti Frutti) als Vocal Percussion betrachtet werden. In zeitgenössischer A-cappella-Musik werden diese Formen zuweilen fortgeführt, wobei auch das in den 1980er Jahren aufkommende Beatboxing hierbei als Einfluss geltend gemacht werden kann.
Verschiedene Avantgardeströmungen verwenden Elemente der Vocal Percussion. Hervorzuheben sind die, der zeitgenössischen Vokalmusik zuzuordnenden, sogenannten „Maulwerke“ von Komponisten der Neuen Musik wie Dieter Schnebel oder Helmut Lachenmann. Auch die Lautgedichte (etwa des Dadaismus und verwandter Strömungen) nähern sich durch ihre Isolierung, Neukombination, Wiederholung und Rhythmisierung einzelner Phoneme manchmal der Vocal Percussion an, Beispiele hierfür sind Kurt Schwitters’ Ursonate oder die Werke Ernst Jandls, Jaap Blonks oder Christian Böks.